# Rouen Hockey Élite 76
Rouen Hockey Élite 76 je oficiální název francouzského hokejového klubu z Rouenu, který hraje nejvyšší národní soutěž Ligue Magnus. Klub je znám pod přezdívkou Dragons de Rouen (Draci z Rouenu). Klubovými barvami jsou černá a žlutá. Domácí aréna, zprovozněná roku 1992, nese název Île Lacroix a má kapacitu 2 747 míst.
Klub byl založen v roce 1982, nejvyšší ligu hraje od roku 1985 a od té doby se stal již osmnáctkrát mistrem Francie (v letech 1990, 1992, 1993, 1994, 1995, 2001, 2003, 2006, 2008, 2010, 2011, 2012, 2013, 2016, 2018, 2021, 2023 a 2024), dvakrát vicemistrem Francie (1991, 1996), třikrát vítězem francouzského poháru (2002, 2004 a 2005) a vítězem ligového poháru (2008). Draci jsou výjimeční tím, že se stali prvním úspěšným klubem, který nepochází z žádné z horských oblastí země.

## Galerie

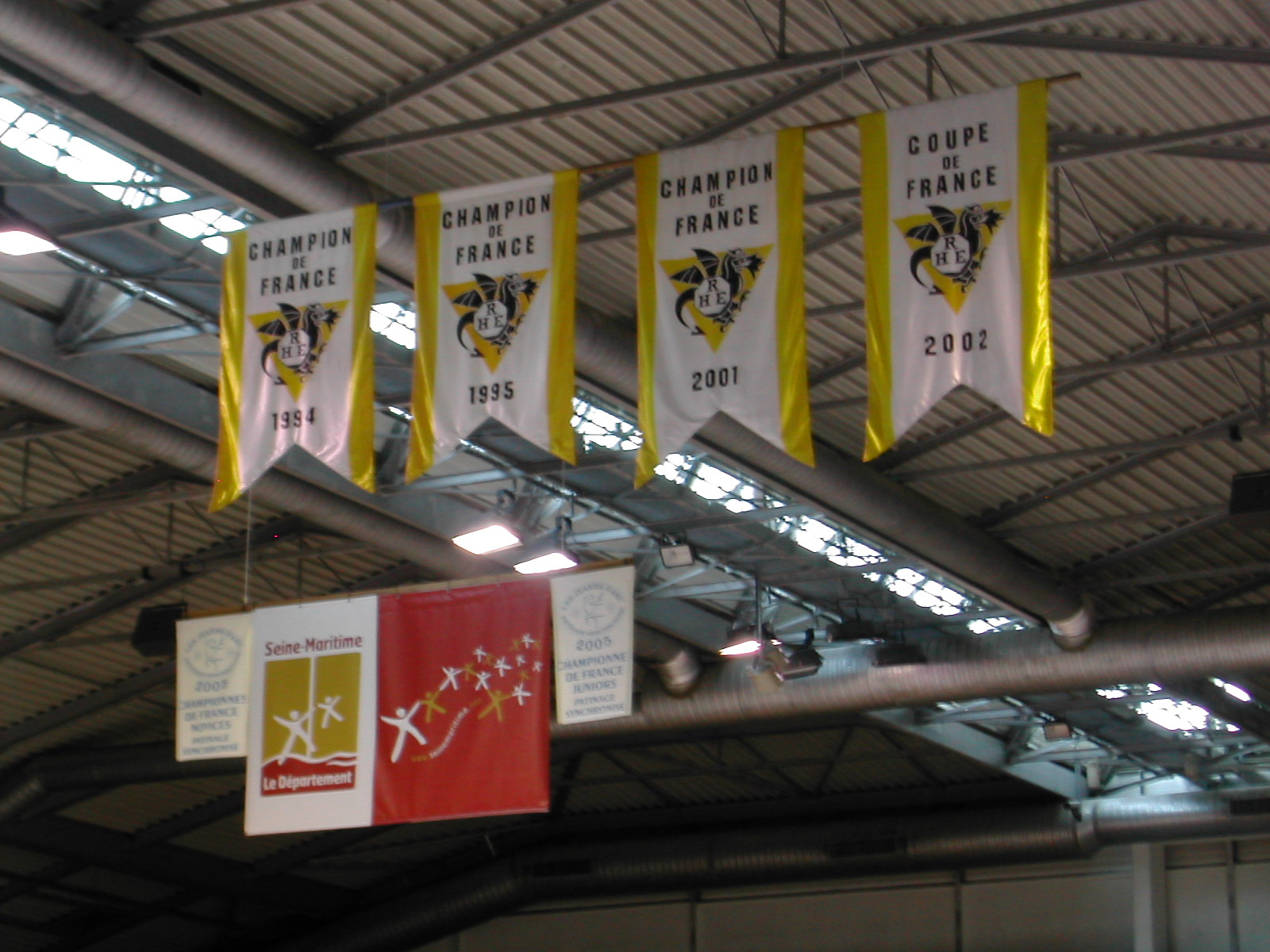
Některé z úspěchů klubu
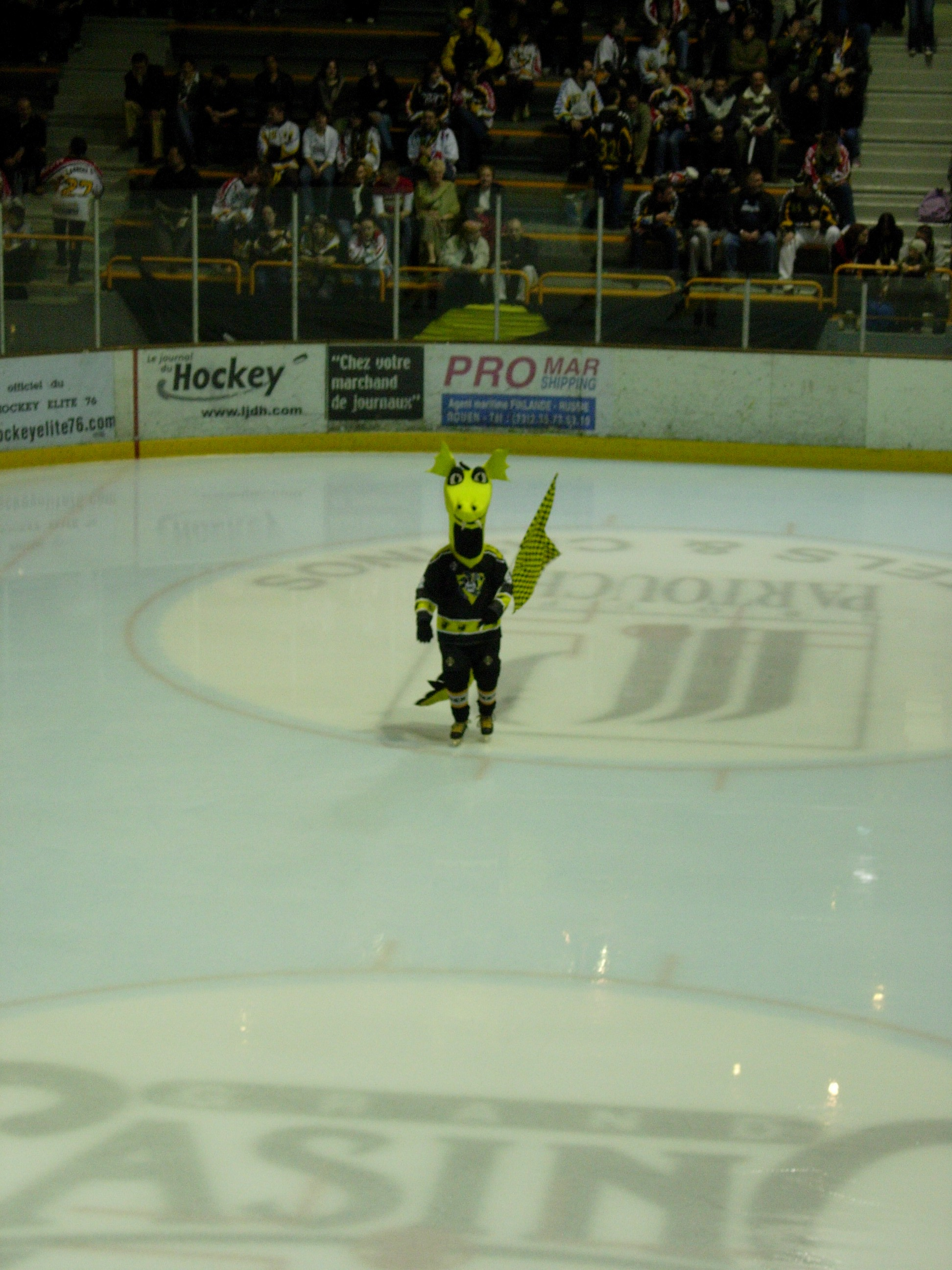
Maskot
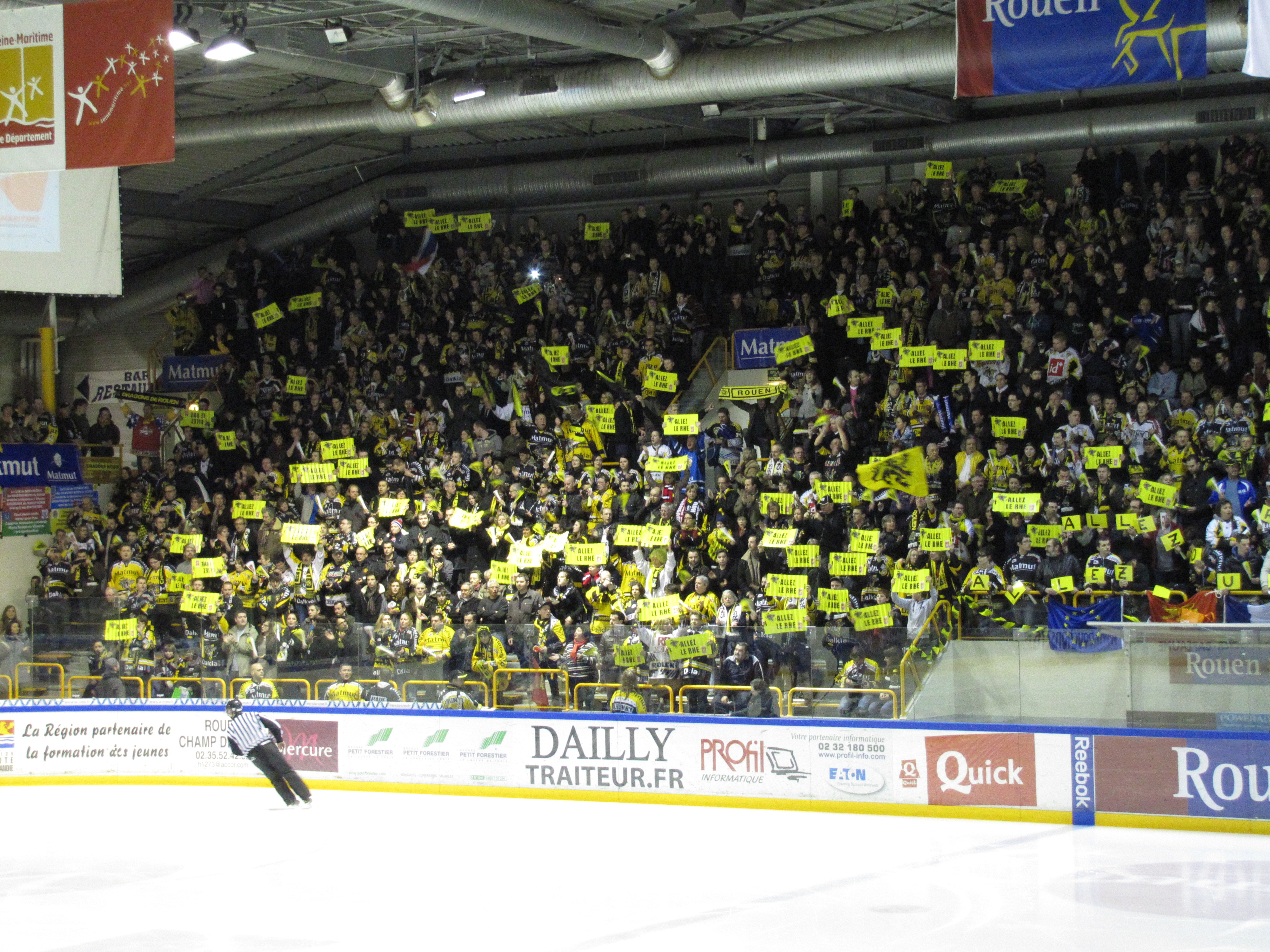
Fanoušci Draků, 2012
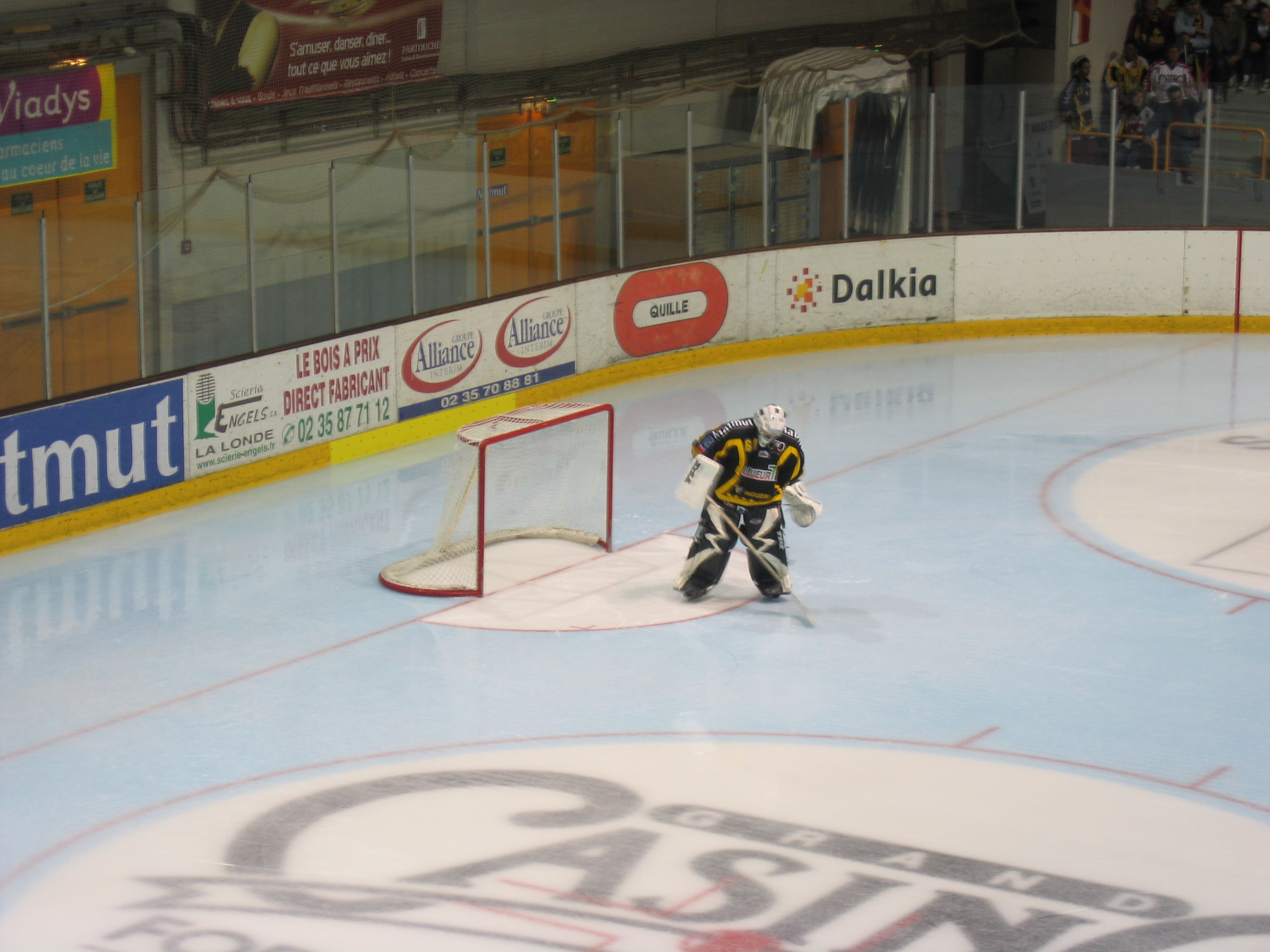
Slovenský brankář Ramón Sopko, 2007
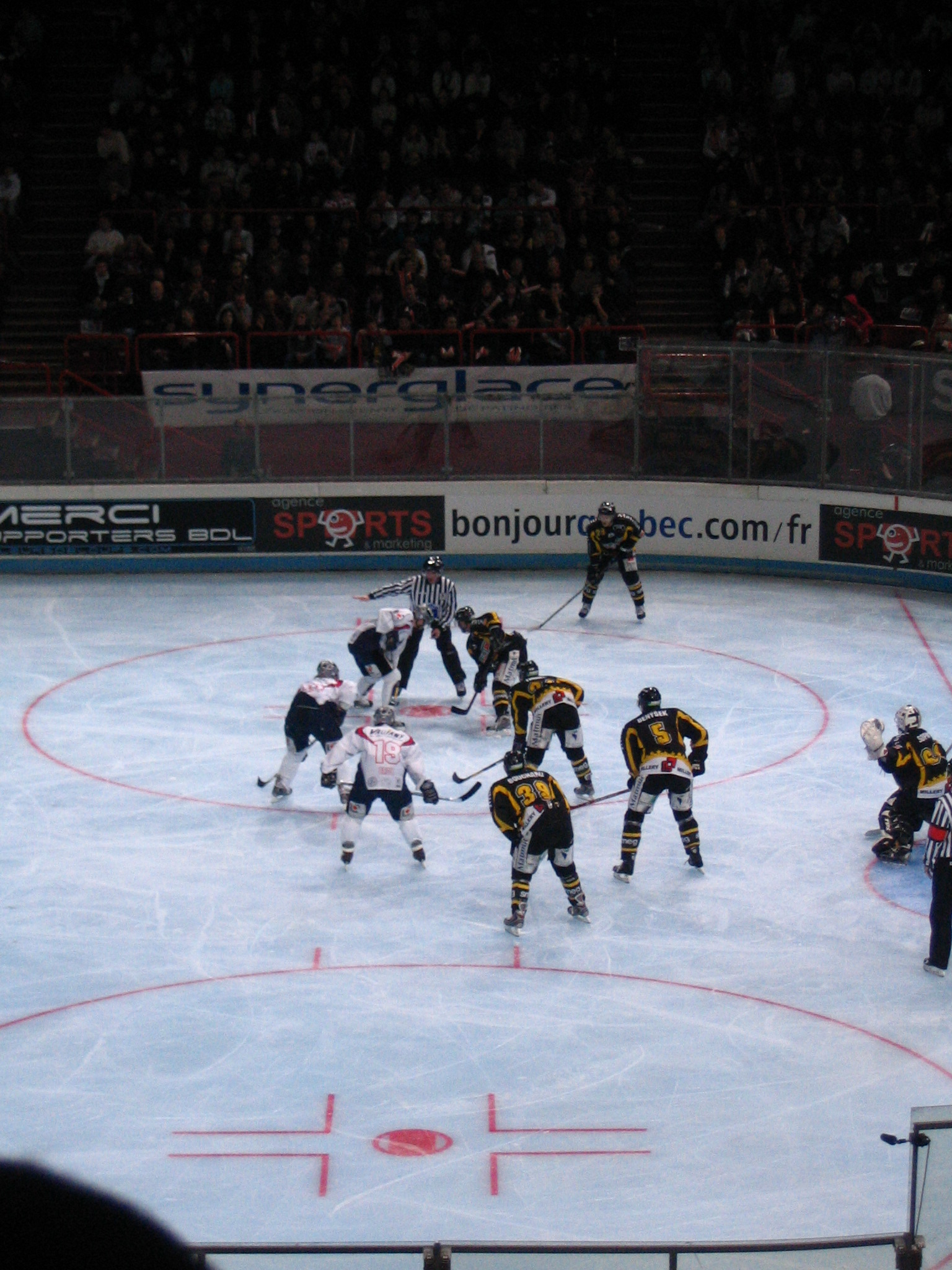
Draci ve finále francouzského poháru, 2008
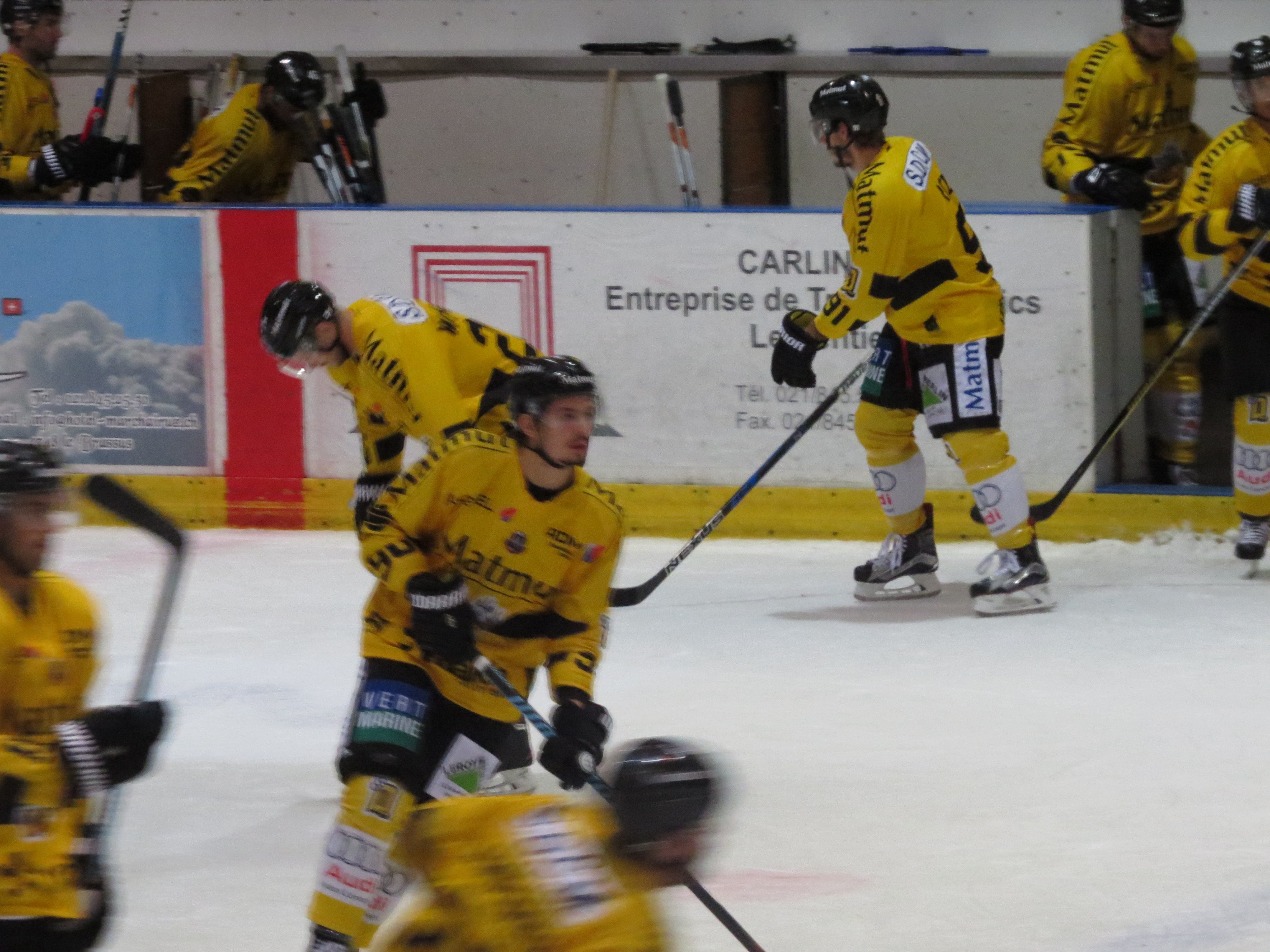
Draci během rozbruslení v přípravném zápase, 2017